# 13 Pułk Ułanów (powstanie listopadowe)
Pułk 13-ty Ułanów – pułk jazdy polskiej okresu powstania listopadowego.
Sformowany na Litwie w drugiej połowie czerwca 1831 z 3. szwadronu Pułku 3-go Ułanów.
W czasie powstania listopadowego pułk wziął udział w następujących bitwach i potyczkach:
- Poniewież (5 lipca),
- Szawle (7 i 8 lipca),
- Owanta i Malaty (16 lipca),
- Iwie (22 lipca),
- Zdzięcioł (24 lipca),
- Orla (28 lipca),
- Siedlce (28 sierpnia),
- Warszawa (6 i 7 września)
- Księte (5 października)[1].

## Żołnierze
Dowódca pułku
- mjr / płk Alojzy Janowicz[1]

Kawalerowie Orderu Virtuti Militari
1. ppłk Alojzy Janowicz – Krzyż Kawalerski (17 września 1831)
2. lekarz Henryk Chantreuil – Krzyż Złoty (19 sierpnia 1831)
3. mjr Maurycy Prozor – Krzyż Złoty (31 sierpnia 1831)
4. kpt. Józef Falkowski – Krzyż Złoty (30 sierpnia 1831)
5. kpt. Józef Wasilewski – Krzyż Złoty (30 sierpnia 1831)
6. ppor. Józef Barczyński – Krzyż Złoty (30 sierpnia 1831)
7. ppor. Antoni Michałowski – Krzyż Złoty (30 sierpnia 1831)
8. ppor. Antoni Nidecki – Krzyż Złoty (30 sierpnia 1831)
9. por. Napoleon Berecki – Krzyż Złoty (30 sierpnia 1831)
10. ppor. Jan Maliński – Krzyż Złoty (30 sierpnia 1831)
11. podoficer Błażej Krakowiak – Krzyż Srebrny (30 sierpnia 1831)
12. podoficer Marcin Iwiński – Krzyż Srebrny (30 sierpnia 1831)
13. żołnierz Tomasz Łapczyński – Krzyż Srebrny (30 sierpnia 1831)
14. żołnierz Bazyli Wrzosek – Krzyż Srebrny (30 sierpnia 1831)

Łącznie pułk otrzymał 14 krzyży, w tym 1 kawalerski, 9 złotych i 4 srebrne.